# Cedeño (Monagas)
Cedeño é um município da Venezuela localizado no estado de Monagas.
A capital do município é a cidade de Caicara.